# Hyposmocoma parda
Hyposmocoma parda — вид моли эндемичного гавайского рода Hyposmocoma.

## Распространение
Встречается на острове Мауи и Гавайи. Типичное местообитание — Халеакала на высоте 1300 м.

## Гусеница
Гусеница H. parda, по-видимому, питается мёртвой древесиной.